# Spoorlijn Lourdes - Pierrefitte-Nestalas
De spoorlijn Lourdes - Pierrefitte-Nestalas was een Franse spoorlijn van Lourdes naar Pierrefitte-Nestalas. De lijn was 21,0 km lang en heeft als lijnnummer 666 000.

## Geschiedenis
De lijn werd geopend door de Compagnie des Chemins de fer du Midi op 26 juni 1871. Personenvervoer was er tot 15 augustus 1983, goederenvervoer tot 10 augustus 1993.

## Aansluitingen
In de volgende plaats was er een aansluiting op de volgende spoorlijnen:
Lourdes
RFN 650 000, spoorlijn tussen Toulouse en Bayonne

## Elektrische tractie
In 1914 werd de lijn geëlektrificeerd met een wisselspanning van 12.000 volt 16⅔ hertz. Vanaf 1923 werd een gelijkspanning van 1500 volt toegepast. 

## Galerij

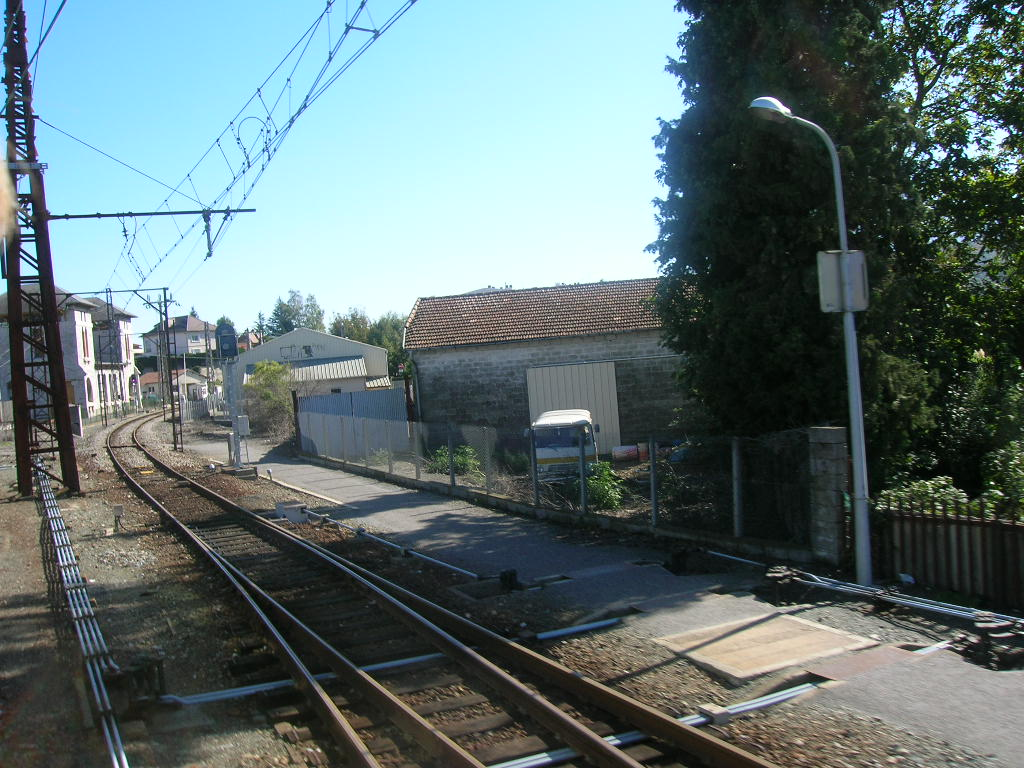
Aansluiting van de lijn in Lourdes.
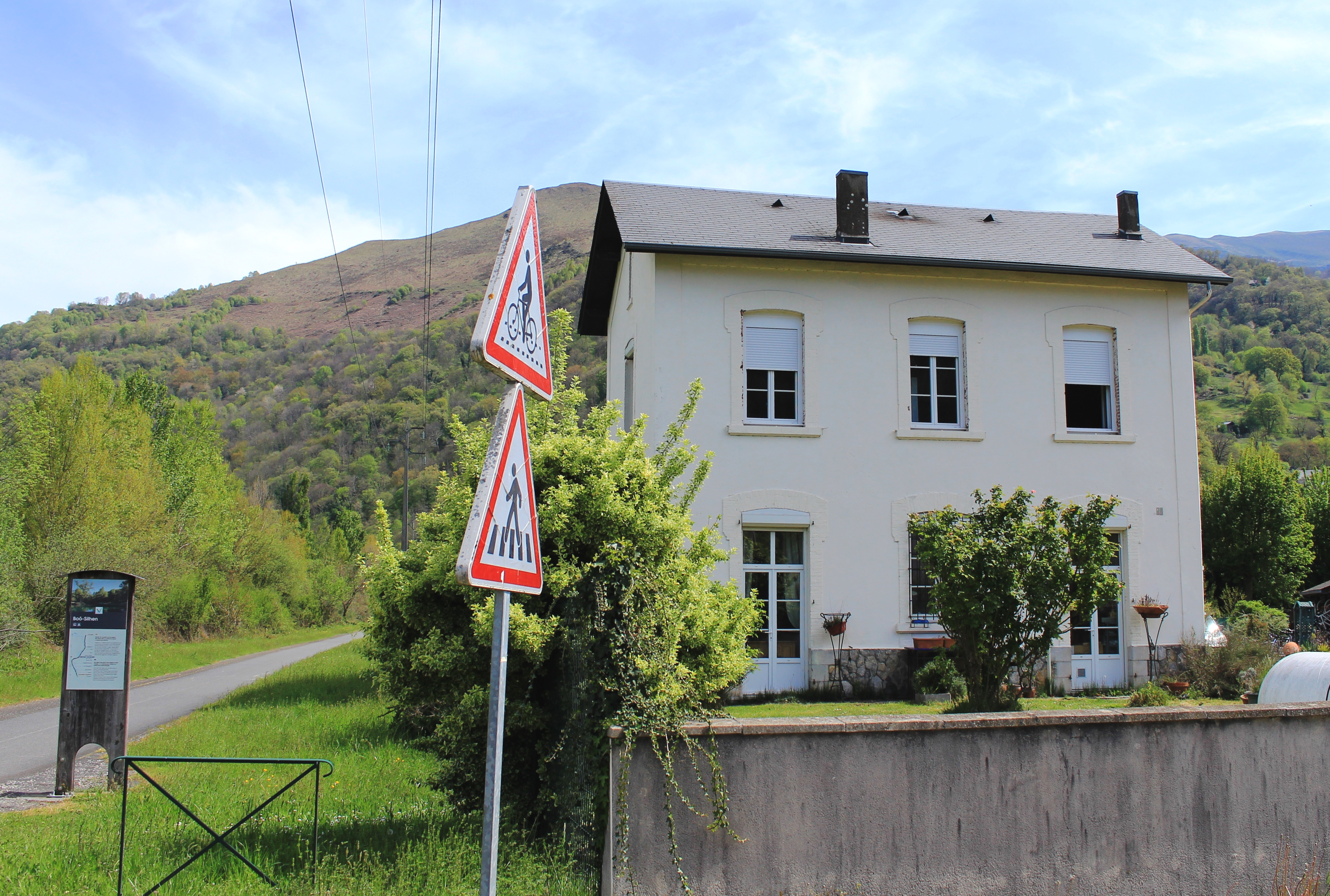
Station Boô-Silhen.
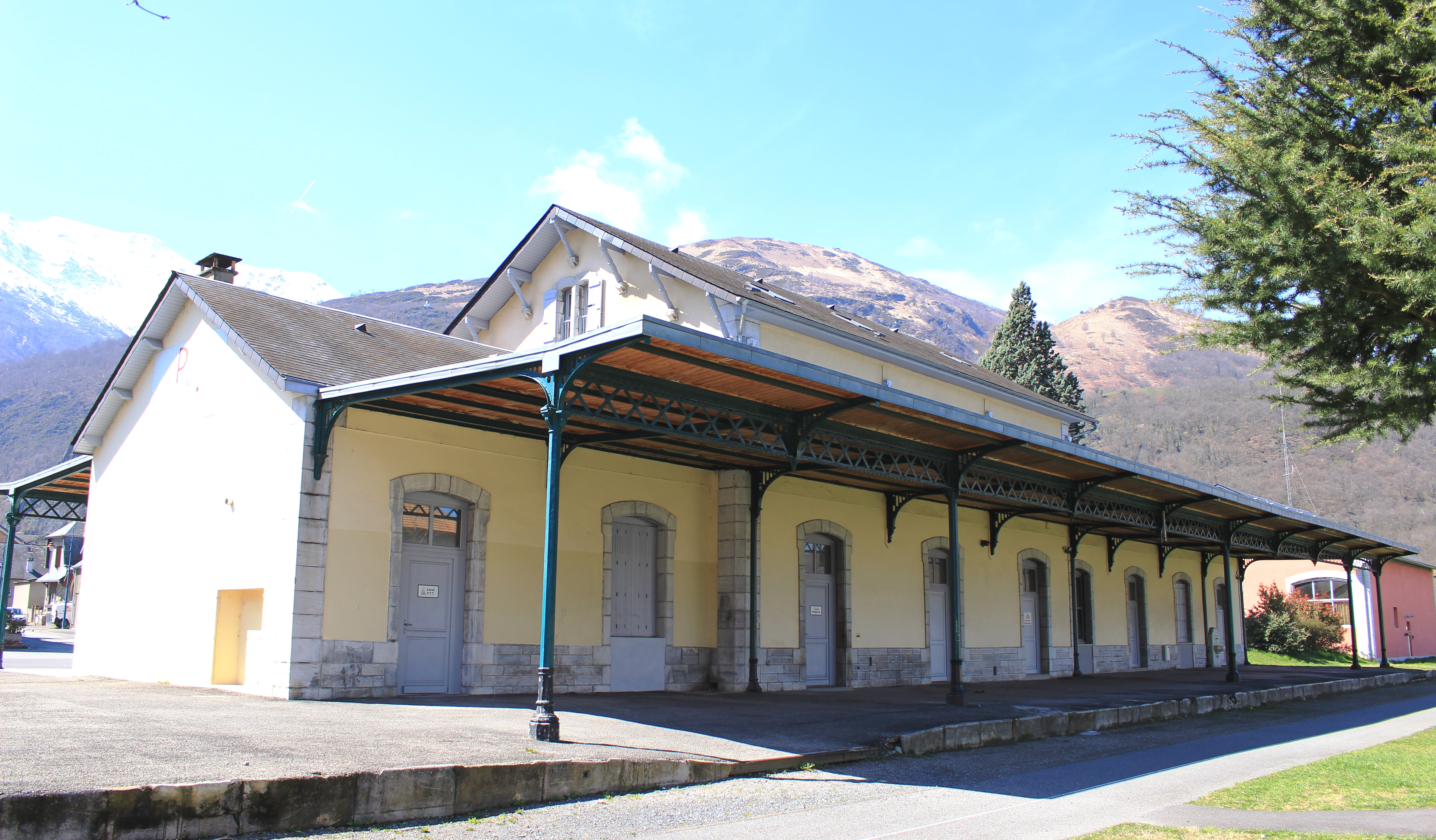
Station Pierrefitte-Nestalas.